# مدرسه پلی‌تکنیک

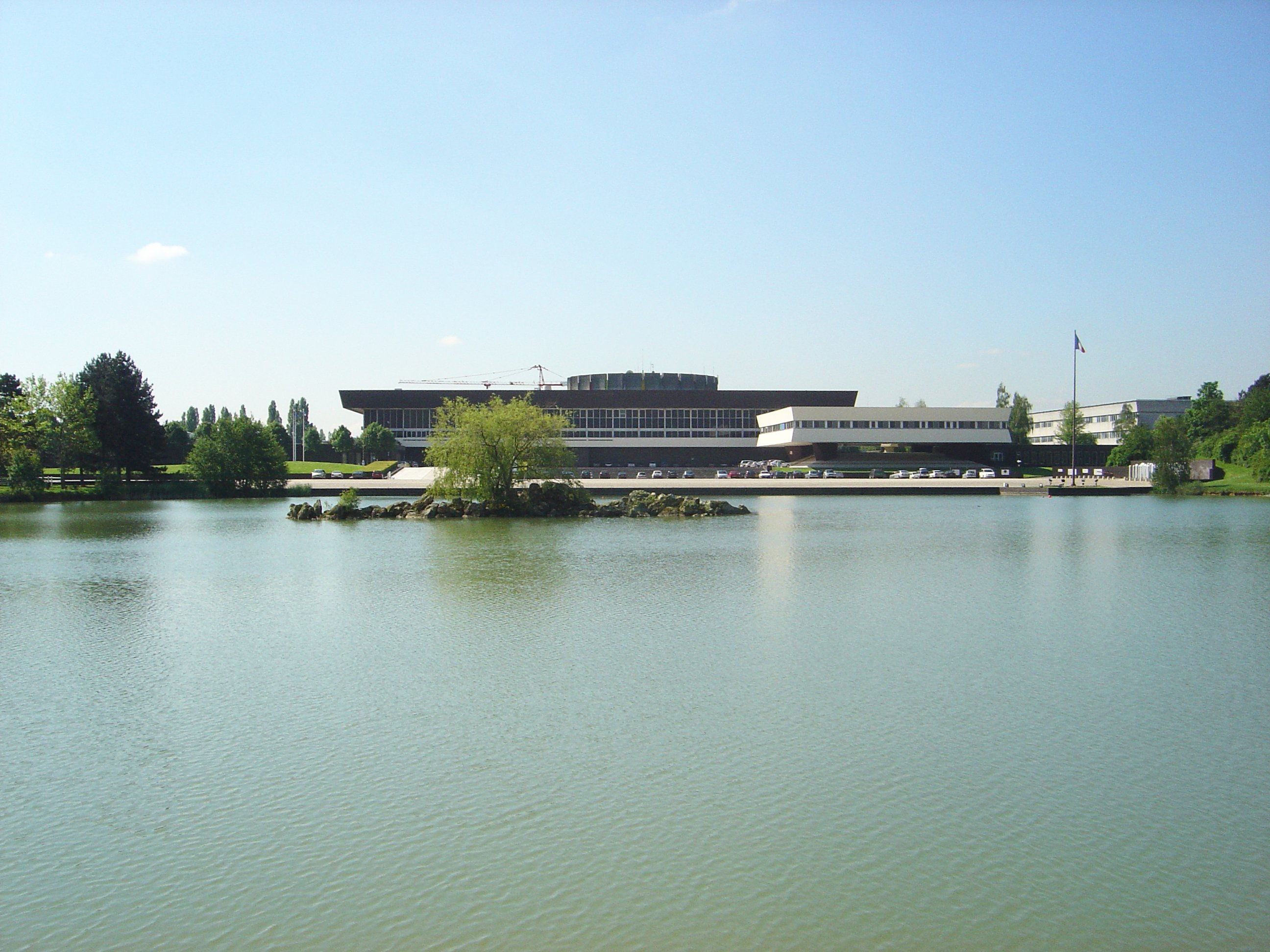
تالار مرکزی دانشگاه پلی‌تکنیک پاریس

اِکول پلی‌تکنیک (به فرانسوی: École Polytechnique؛‏ به‌معنای مدرسهٔ پلی‌تکنیک) یا پلی‌تکنیک پاریس، یک دانشگاه تحقیقاتی دولتی در پاریس است که معتبرترین و قدیمی‌ترین دانشگاه صنعتی فرانسه می‌باشد و در سال ۱۷۹۴ میلادی به دستور ناپلئون بناپارت پایه‌گذاری شده‌است. این دانشگاه در میان دانشگاه‌های جهان نیز رتبهٔ بالایی دارد و برپایهٔ آخرین رتبه‌بندی دانشگاهی کیواس، ۳۸مین دانشگاه برتر جهان است.

تا سال ۱۹۷۶ در محلهٔ لاتینِ شهر پاریس قرار داشت و از آن سال به پلزو منتقل شد.
اکول پلی تکنیک از سال ۲۰۱۹ عضو مجموعه دانشگاهی بزرگتری به نام انستیتو پلی تکنیک پاریس شده است.

## رنکینگ
در رتبه‌بندی دانشگاهی کیواس در سال ۲۰۲۴ پلی تکنیک پاریس در رتبه ۳۸ دنیا و دوم فرانسه قرار گرفته است. بر اساس رتبه‌بندی مؤسسه تایمز نیز در سال ۲۰۲۴ این دانشگاه در رتبه ۷۱ دانشگاه‌های جهان قرار دارد.

## دانشکده‌ها
دانشکده‌های دانشگاه پلی تکنیک پاریس عبارتند از:
- دانشکده زیست‌شناسی
- دانشکده شیمی
- دانشکده اقتصاد
- دانشکده علوم اجتماعی و علوم انسانی
- دانشکده علوم کامپیوتر
- دانشکده فرهنگ و زبان
- دانشکده ریاضی محض
- دانشکده ریاضیات کاربردی
- دانشکده مکانیک
- دانشکده فیزیک
- دانشکده نوآوری و کارآفرینی

## نگارخانه

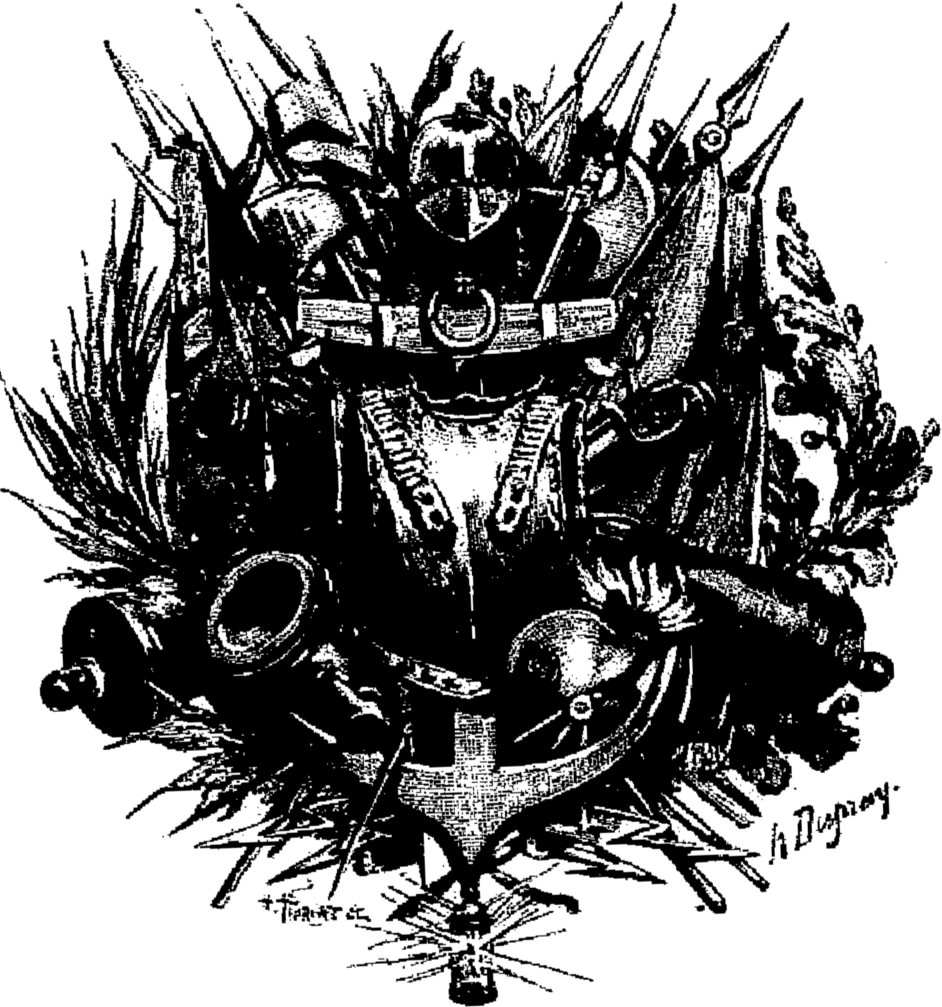
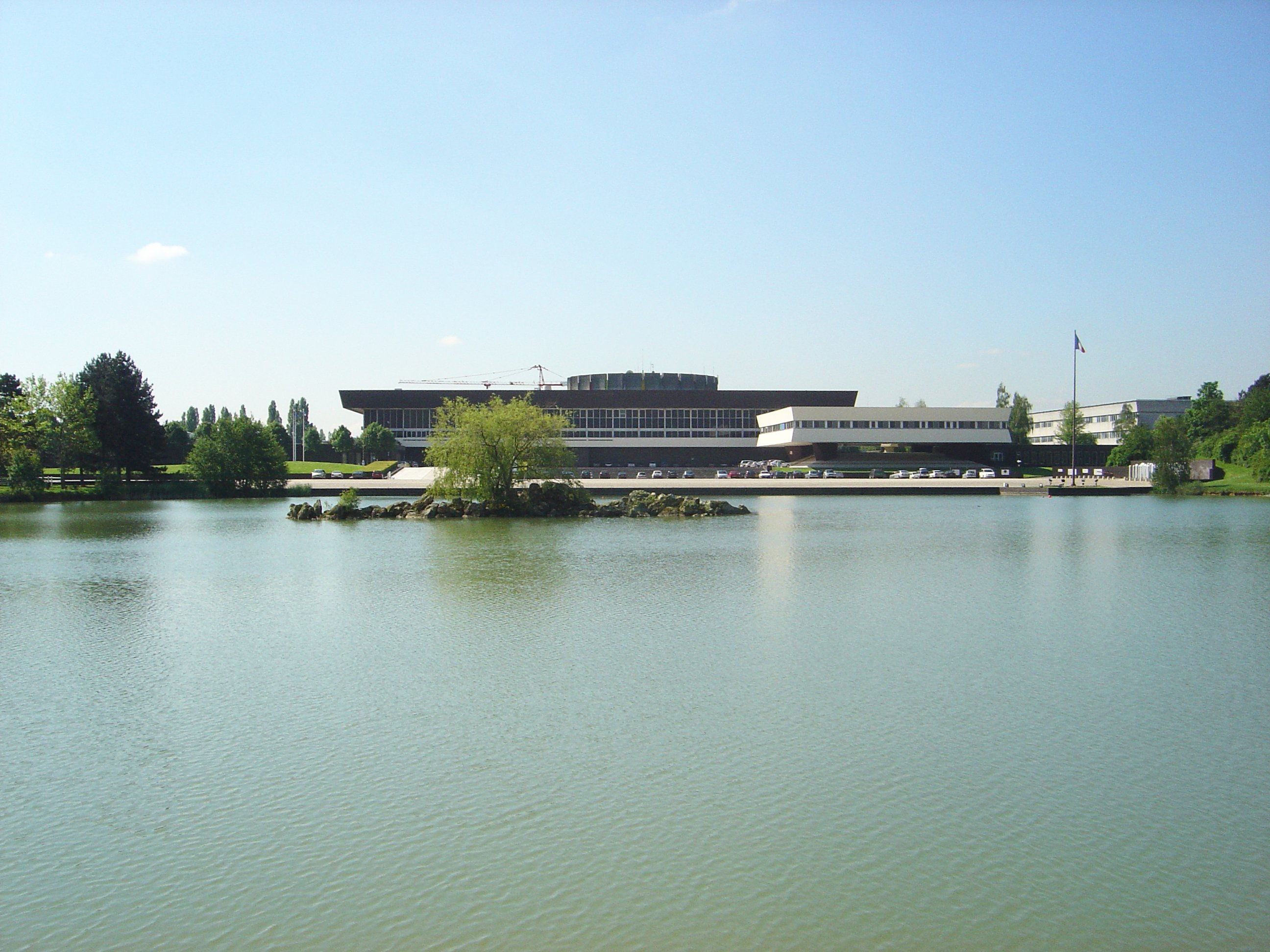
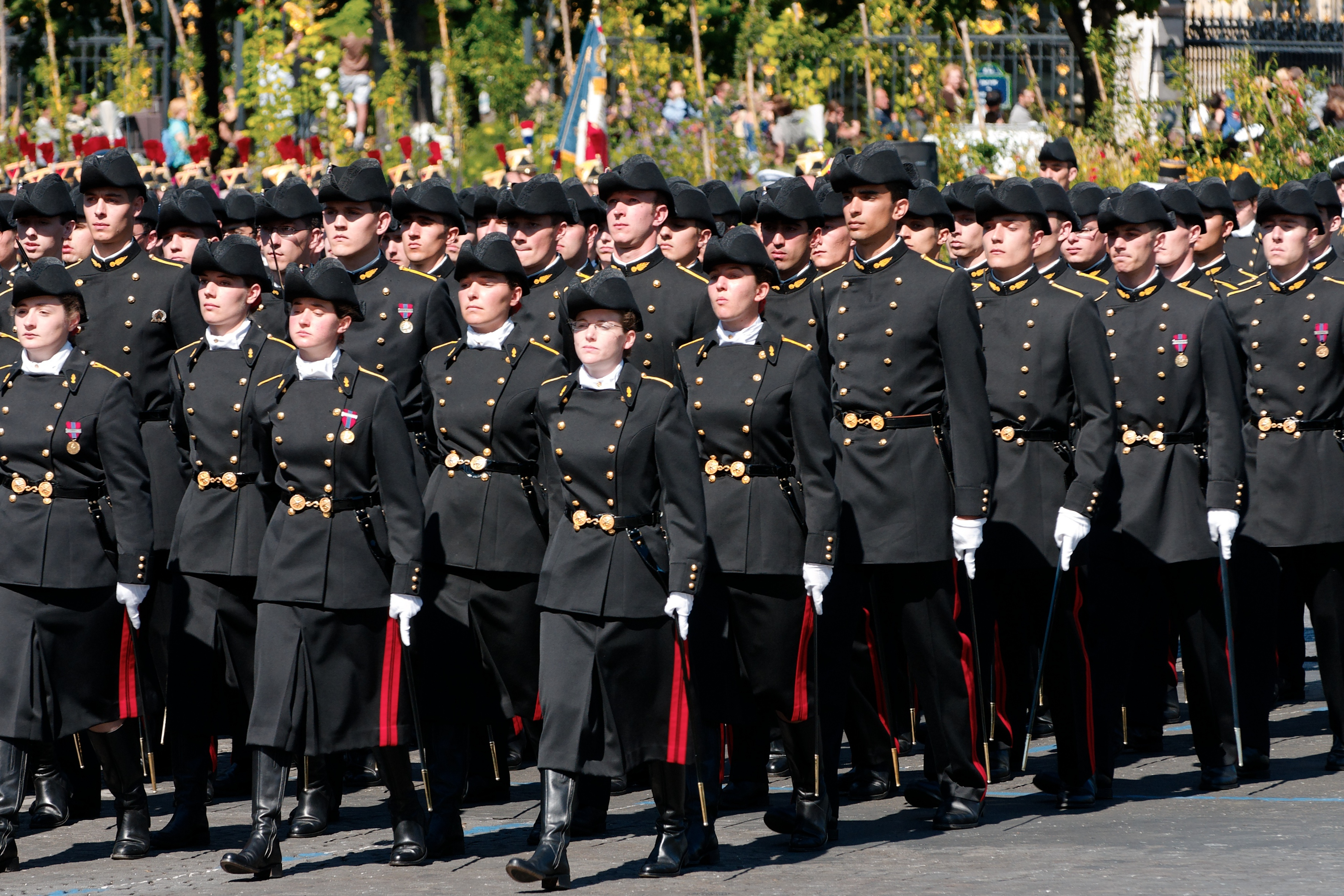
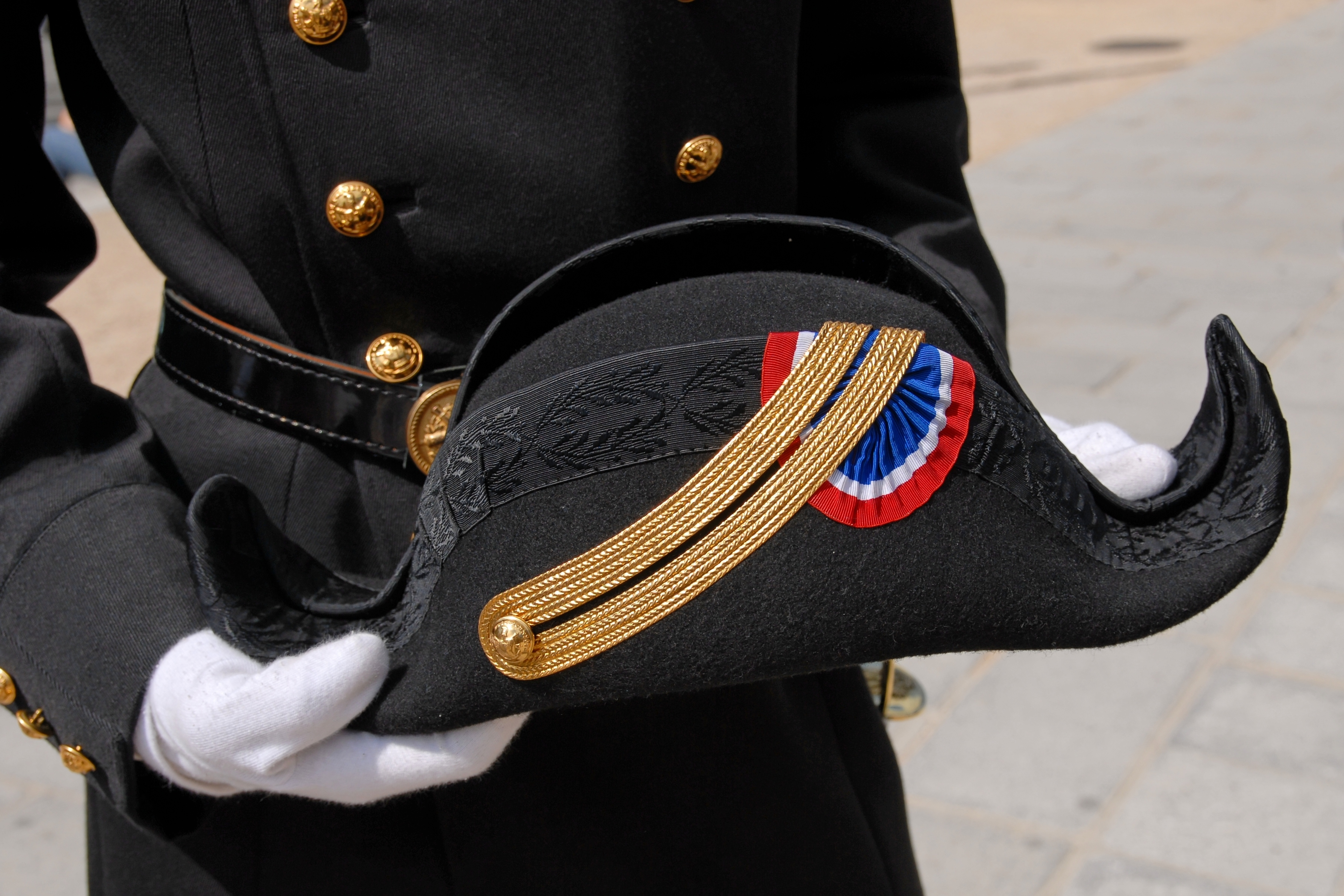

## دانش‌آموختگان سرشناس

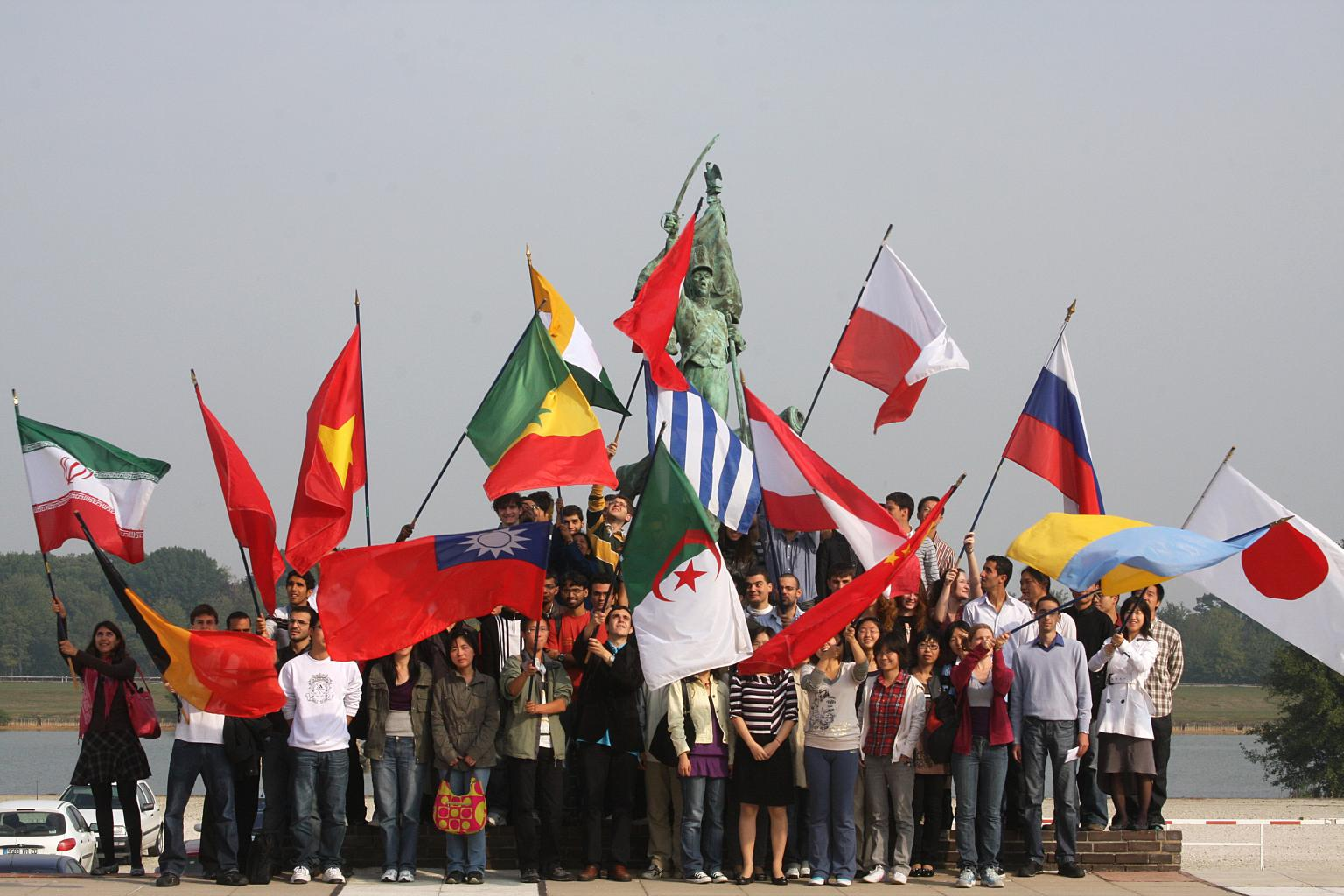
دانشجویان خارجی.

- هانری پوانکاره
- سیمون دنی پواسون
- هانری بکرل
- اگوست کنت
- سعدی کارنو
- آندره ماری آمپر
- والری ژیسکار دستن
- فردیناند فوش
- ژوزف ژوفر
- آلفرد دریفوس
- کاظم حسیبی
- صفی اصفیا
- ابوالحسن بهنیا
- احمد زیرک‌زاده
- تقی ریاحی
- برنارد ارنو
- راما کنت